# El Laurel de Baco
La fábrica de cervezas  «El Laurel de Baco» era una cervecería de Madrid ubicada en el barrio de Argüelles. La factoría producía además otras bebidas como gaseosas, vermouts, licores, aguardientes y hielo en barras. La sociedad anónima se constituyó el 24 de junio de 1895 (según rezaban sus acciones) y la fábrica se construyó ese mismo año («La sociedad El Laurel de Baco, constituida por taberneros, lleva funcionando poco más de 4 años», La Correspondencia de España , 13 de abril de 1900) y se encontraba en la antigua plaza de la Moncloa  n.º 6 (cercano a la perfumería Gal ), en la actualidad en el cruce de las calles de arcipreste de Hita y Fernando el Católico. Tenía una «fábrica sucursal» en la calle de la Princesa n.º 43. Durante la guerra civil tuvo que trasladar la factoría a la calle del Marqués de Riscal junto al Paseo de la Castellana  debido a la cercanía con el frente de batalla en Moncloa. La fábrica estuvo funcionando hasta los años 70 en que fue derribada. La marca fue adquirida en 1967 por la empresa navarra de cervezas La Estrella Azul .

## Historia
El edificio principal a cargo del arquitecto Ginés Moreno se diseñó para la elaboración de diversas bebidas, entre ellas cerveza. Tal y como era costumbre en la época la factoría contaba con merendero  y bar anexo. Cuando la demanda creció en Madrid a comienzos de siglo, la fábrica abrió otra sucursal de venta en el barrio de Arguelles (en frente al bario de Pozas ). A comienzos de siglo el panorama de cerveceras en Madrid era de cuatro empresas: La Deliciosa, Mahou (en la vecina la calle de Amaniel), Santa Bárbara, a las que se une posteriormente Cerveza El Águila. Durante la Guerra Civil la fábrica y la sucursal tuvieron que trasladarse a la calle del Marqués de Riscal. Finalmente, en la posguerra, se volvió a instalar en Moncloa. El solar de la vieja factoría de Moncloa fue empleado para edificar el conjunto residencial INUSA. La marca fue adquirida en 1967 por la empresa navarra de cervezas: La Estrella Azul.

## Cultura popular
La marca estuvo vigente en los últimos años de la dictadura de Franco . La tradición popular madrileña tenía en mente la fábrica de Moncloa cuando se erigió el Arco de la Victoria , pasando a denominar jocosamente la marca como el "Laurel de Paco".